# Kloster Santa María la Real de Nieva

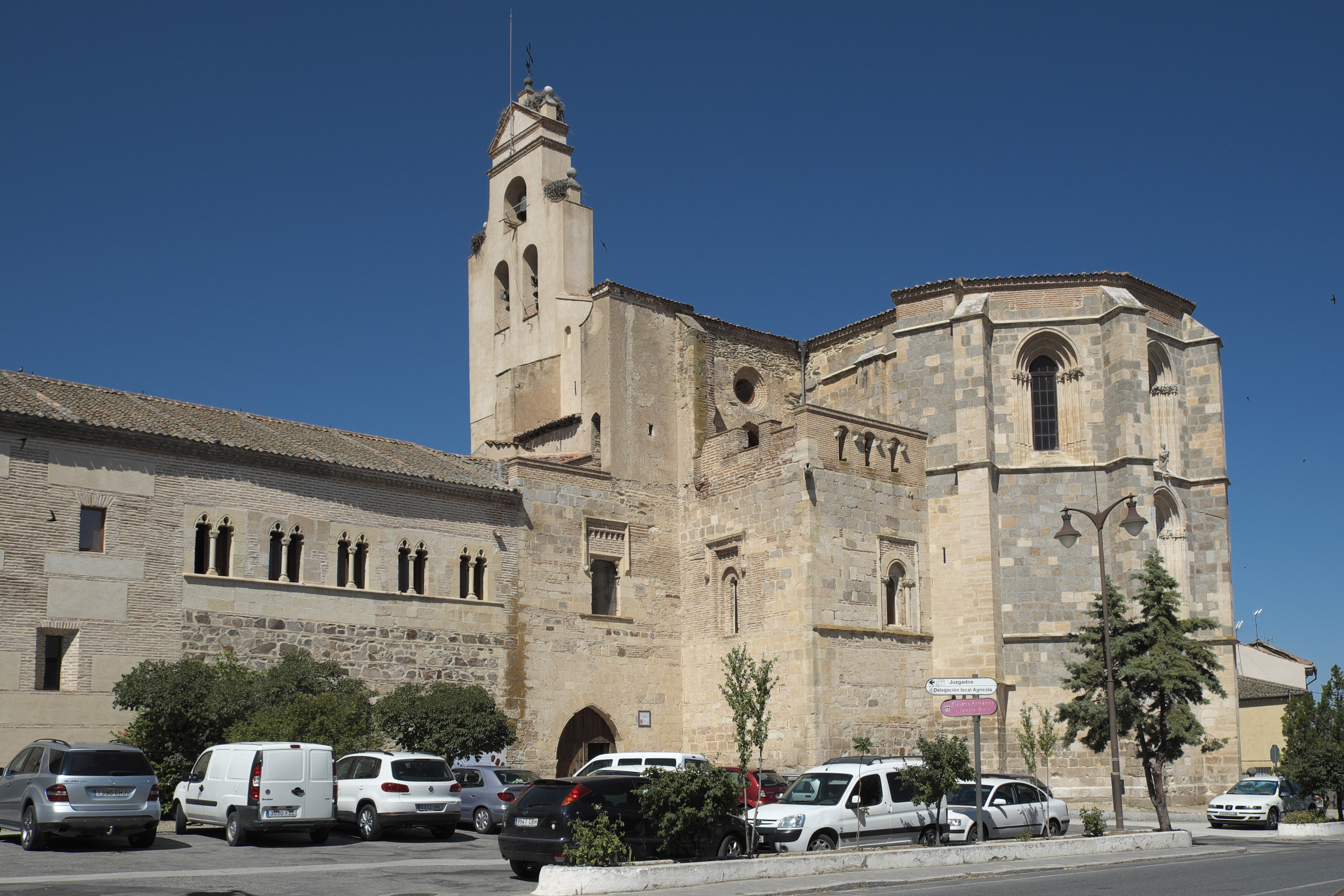
Kloster Santa María la Real de Nieva

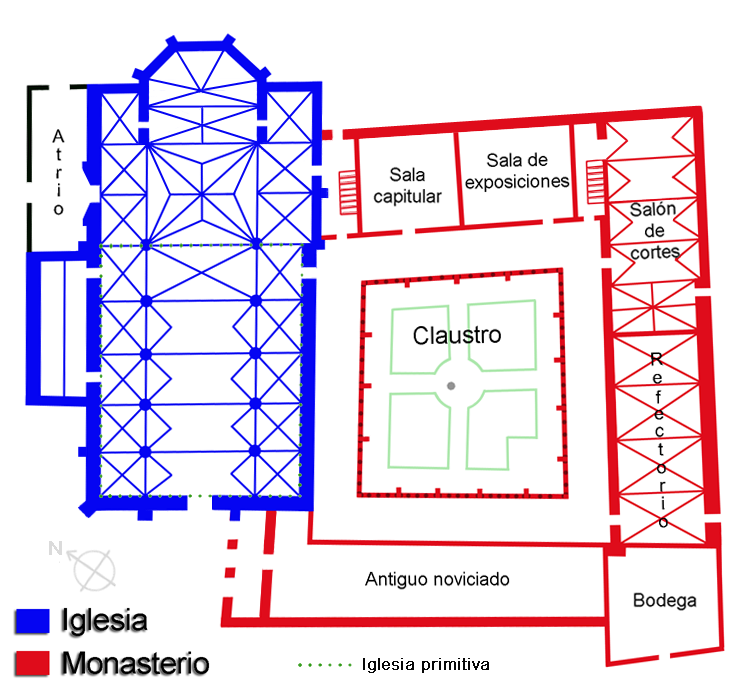
Grundriss

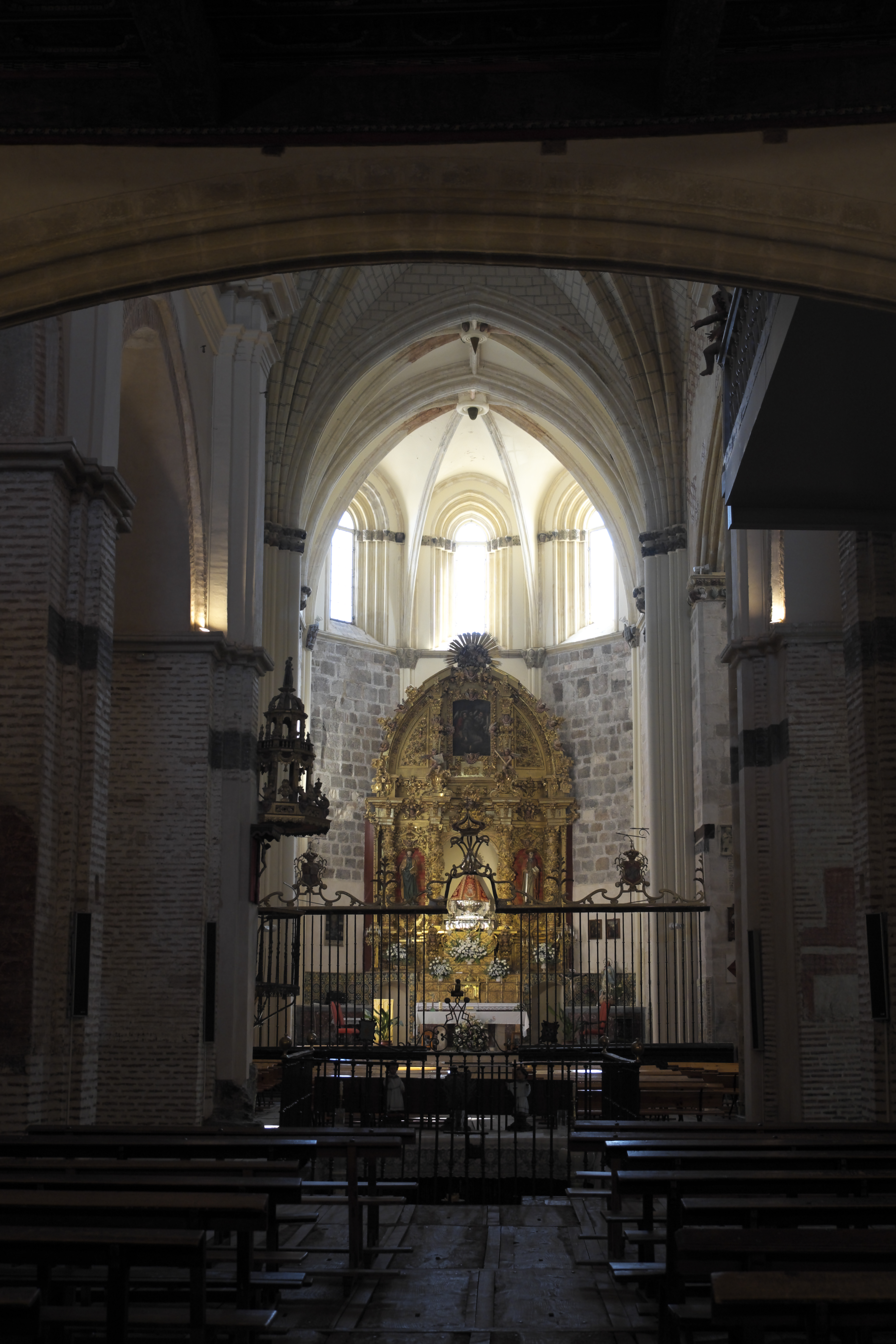
Kirche

Das Kloster Santa María la Real de Nieva in der gleichnamigen Gemeinde in der Provinz Segovia der spanischen Autonomen Gemeinschaft Kastilien und León ist ein ehemaliges Dominikanerkloster, das im 14. Jahrhundert gegründet wurde. Von den Klostergebäuden sind der Kreuzgang, das Refektorium und der Kapitelsaal erhalten. Die Kirche, mit dem Patrozinium Nuestra Señora de la Soterraña (Unserer Lieben Frau unter der Erde) versehen, dient heute als Pfarrkirche. Im Jahr 1920 wurden der Kreuzgang und das Nordportal der Kirche zum Baudenkmal (Bien de Interés Cultural) (BIC) erklärt.

## Geschichte
Die Gründung des Klosters geht auf eine Marienerscheinung im Jahr 1392 und die wundersame Auffindung einer Marienfigur zurück, die vermutlich während der maurischen Eroberung der Iberischen Halbinsel vergraben worden war. Katharina von Lancaster, Königin von Kastilien und León, ließ ab 1393 am Fundort eine Einsiedelei und eine Kirche bauen. Sie förderte die Ansiedlung und die Entstehung eines eigenständigen Ortes, der Villa, die nicht der Comunidad de Villa y Tierra de Segovia angehörte, und gewährte ihr Steuerfreiheit und andere Privilegien.
Im Jahr 1399 wurde Santa María la Real de Nieva eine Niederlassung des Predigerordens der Dominikaner. Die Dominikaner errichteten die Klostergebäude und vergrößerten ab 1414 die Kirche. In dieser Zeit entstanden das Chorhaupt, die Vierung und das Nordportal. 1432 waren die Bauarbeiten abgeschlossen. In der ersten Hälfte des 15. Jahrhunderts wurde auch der Kreuzgang angelegt.
Im 17. Jahrhundert setzte der Niedergang des Konvents ein. Die neu angelegte Straße von Valladolid nach Madrid führte nicht mehr über Santa María la Real de Nieva, was zur Verarmung und zum Wegzug der Bevölkerung beitrug. im Jahr 1812 kampierten französische Truppen unter Joseph Bonaparte im Kloster. Im Zuge der Desamortisation unter Juan Álvarez Mendizábal erfolgte im Februar 1836 die Vertreibung der Dominikaner, 1837 wurde die Aufhebung des Klosters bestätigt. Die Kirche, der Kreuzgang und der Kapitelsaal gingen in den Besitz der Diözese Segovia über, die restlichen Gebäude wurden Eigentum der Gemeinde. 1899 zerstörte ein Brand einen großen Teil der alten Klosterbauten.

## Kirche Nuestra Señora de la Soterraña

### Außenbau

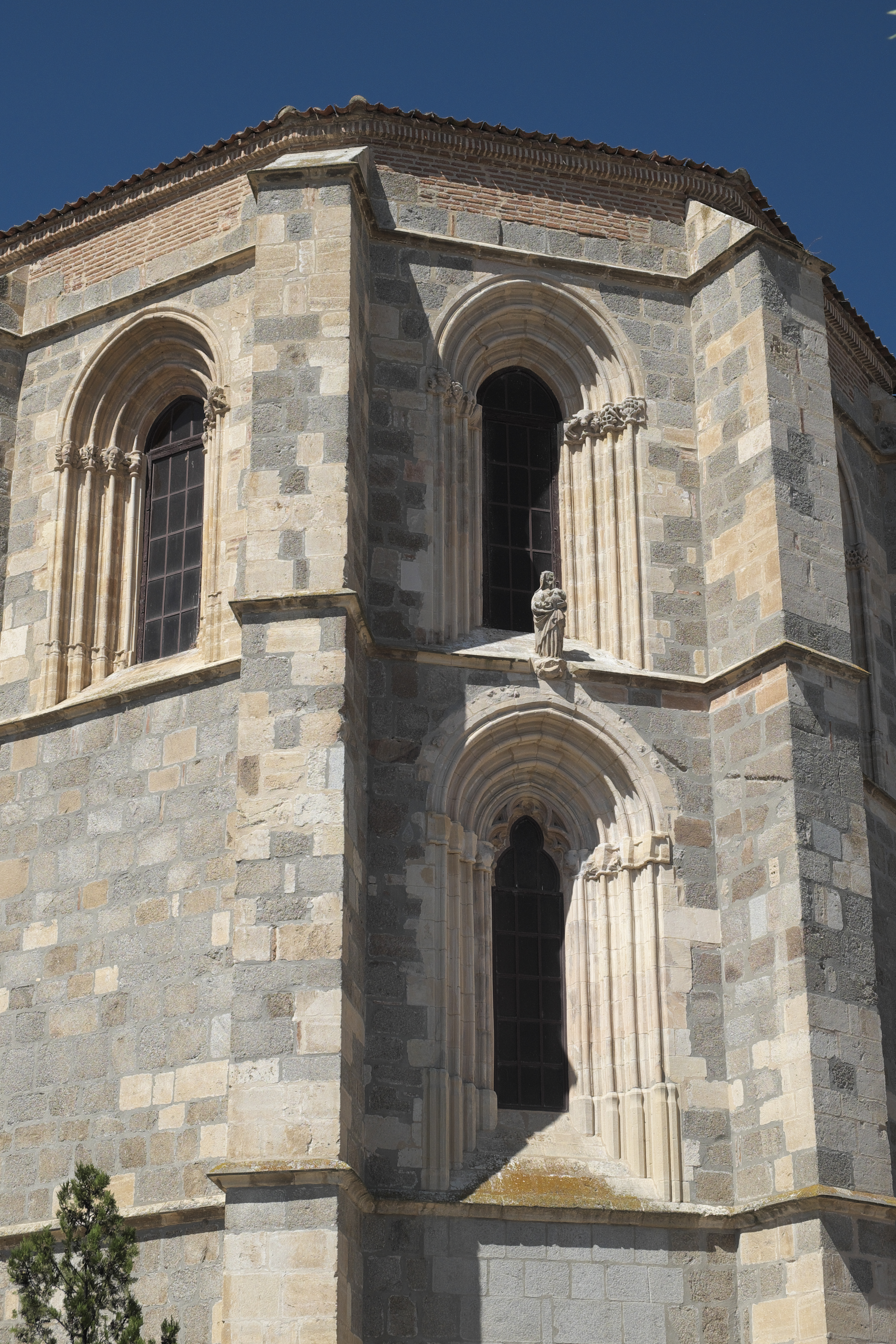
Apsis

Über dem südlichen Querhaus erhebt sich der um 1600 errichtete Glockengiebel (espadaña), der mit einem Dreiecksgiebel bekrönt und von drei rundbogigen Öffnungen durchbrochen ist. Das Chorhaupt wird geprägt durch die große Mittelapsis, die von vier Strebepfeilern gegliedert und von vier großen, zugespitzten Archivoltenfenstern durchbrochen wird. In der rechten Seitenapsis öffnet sich ein Rundfenster, die linke Apsis besitzt zwei Fenster mit Alfiz-Umrahmung. An die Südfassade der Kirche schließen sich die ehemaligen Konventsgebäude an.

### Nordportal

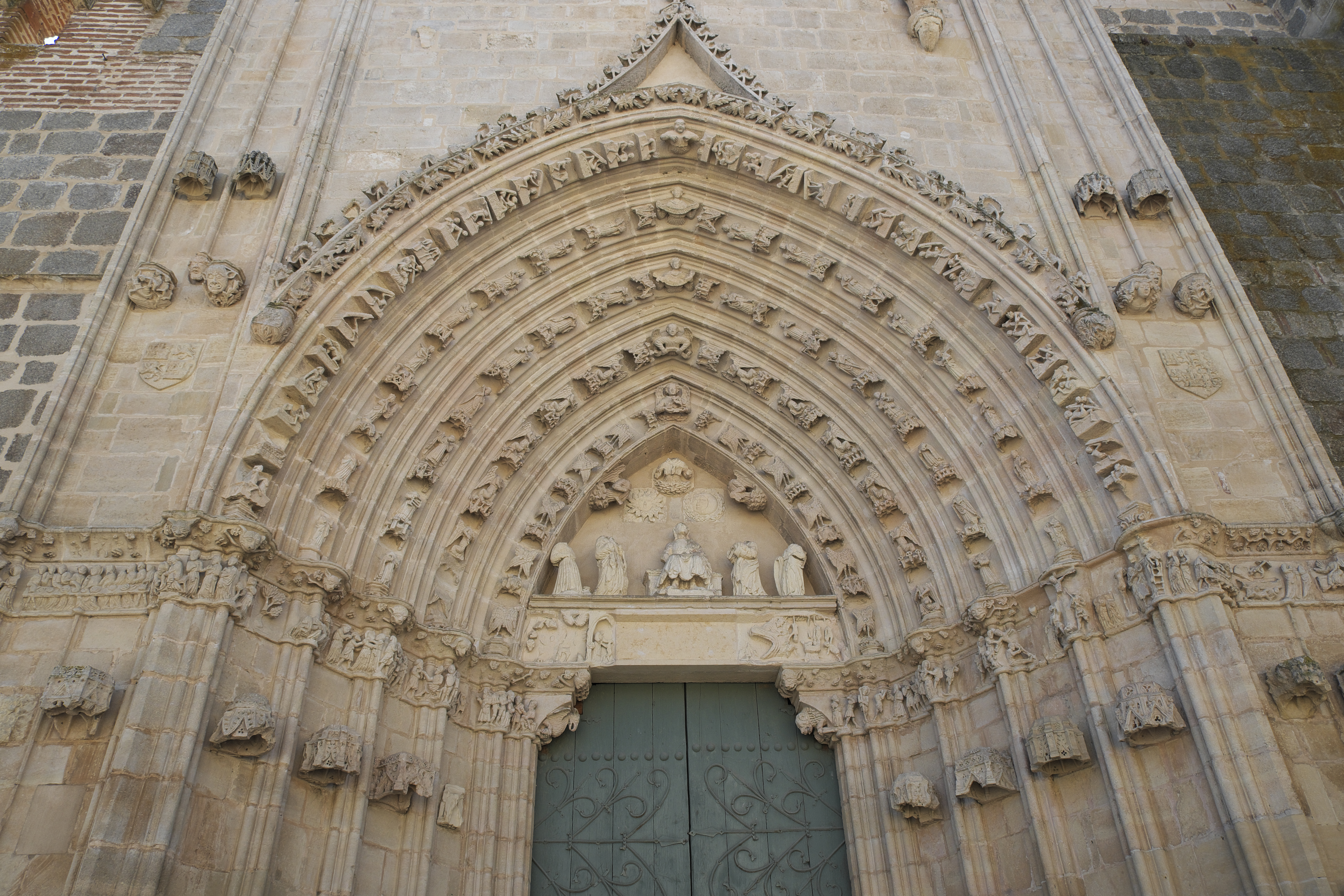
Nordportal

Das Nordportal wird von spitzbogigen Archivolten überfangen, die von einem Alfiz-Rahmen eingefasst werden. Auf der äußeren Archivolte sieht man, wie die von den Toten Auferstandenen am Tag des Jüngsten Gerichts aus ihren Gräbern steigen. Die beiden mittleren Bogenläufe stellen Engel, Märtyrer und Heilige dar, auf der inneren Archivolte sind Seraphim mit ihren überkreuzten Flügeln zu erkennen. Auch die Schlusssteine der Archivolten sind mit Engeln besetzt. An der Stelle von Kapitellen verläuft auf der Höhe des Ansatzes der Bogenläufe ein Fries mit der Darstellung der Leidensgeschichte Jesu. Er beginnt auf der linken Seite mit der Abendmahlszene, es folgen die Fußwaschung, Jesus am Ölberg, der Judaskuss und die Gefangennahme Jesu, der Apostel Petrus, der Malchus ein Ohr abschlägt, Jesus vor Kaiphas, von Soldaten umgeben, und die Verurteilung Jesu durch Pontius Pilatus.
Auf der rechten Seite setzt sich der Fries fort mit den Szenen Jesus an der Geißelsäule, der Kreuztragung und der Kreuzigung. Rechts und links des Kreuzes stehen Longinus, der Soldat, der Jesus mit einer Lanze in die Seite stößt, und Stephaton, der Jesus den Schwamm mit Essig an den Mund hält. Von den beiden gekreuzigten Schächern sind nur noch Reste erhalten. Es folgen die Kreuzabnahme, die Grablegung, die Auferstehung und die Frauen, die am leeren Grab stehen. Über dem Fries verläuft ein Band mit Weinranken und kleinen Hundeköpfen, letztere eine Anspielung auf die Dominikanerbrüder, die domini canes (Hunde des Herrn).
Der Türsturz wird von zwei skulptierten Konsolen (mochetas) getragen. Auf der linken Seite hält ein Greif einen Hasen in seinen Klauen, auf der rechten bemächtigt sich ein Löwe einer nackten Frau. Von den Szenen des Jüngsten Gerichts auf dem Türsturz sind nur noch die beiden äußeren erhalten, auf der linken Seite die Aufnahme einer Person in das Paradies und rechts der Höllenschlund.
Die Figuren des Tympanons sind stark beschädigt. In der Mitte thront Christus, die beiden seitlichen Personen werden als die Stifter des Klosters, Katharina von Lancaster und ihr Gemahl Heinrich III., gedeutet.

### Westportal
Das Westportal, auch als Puerta del Perdón (Portal der Vergebung) bezeichnet, wurde im 18. Jahrhundert erneuert. In der Nische über dem Portal steht eine Skulptur des heiligen Dominikus. Über dem Schlussstein des Torbogens ist das Wappen des Dominikanerordens eingemeißelt. Eine Inschrift nennt das Jahr 1724 als Ausführungsdatum der Bauarbeiten.

### Innenraum

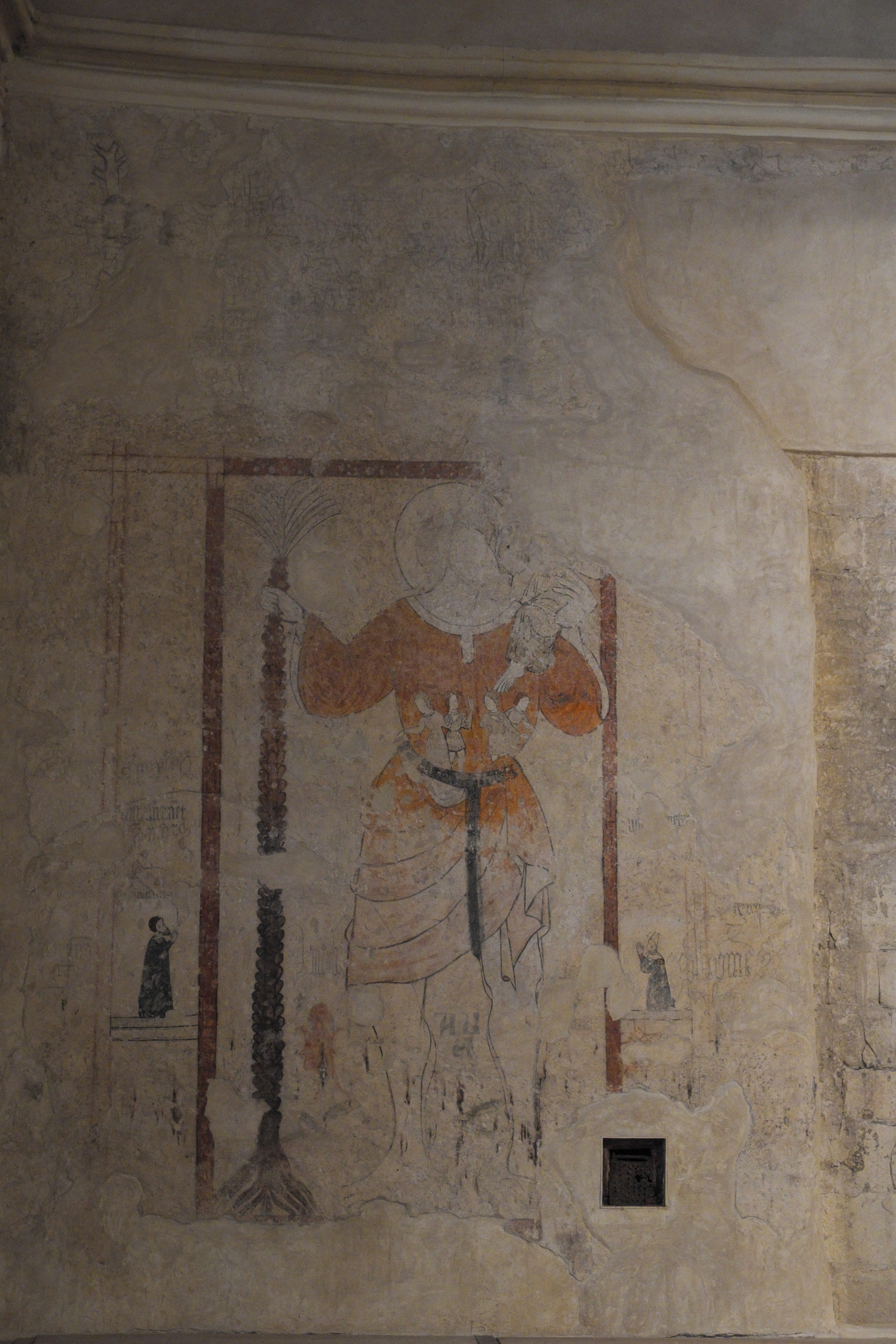
Heiliger Christophorus

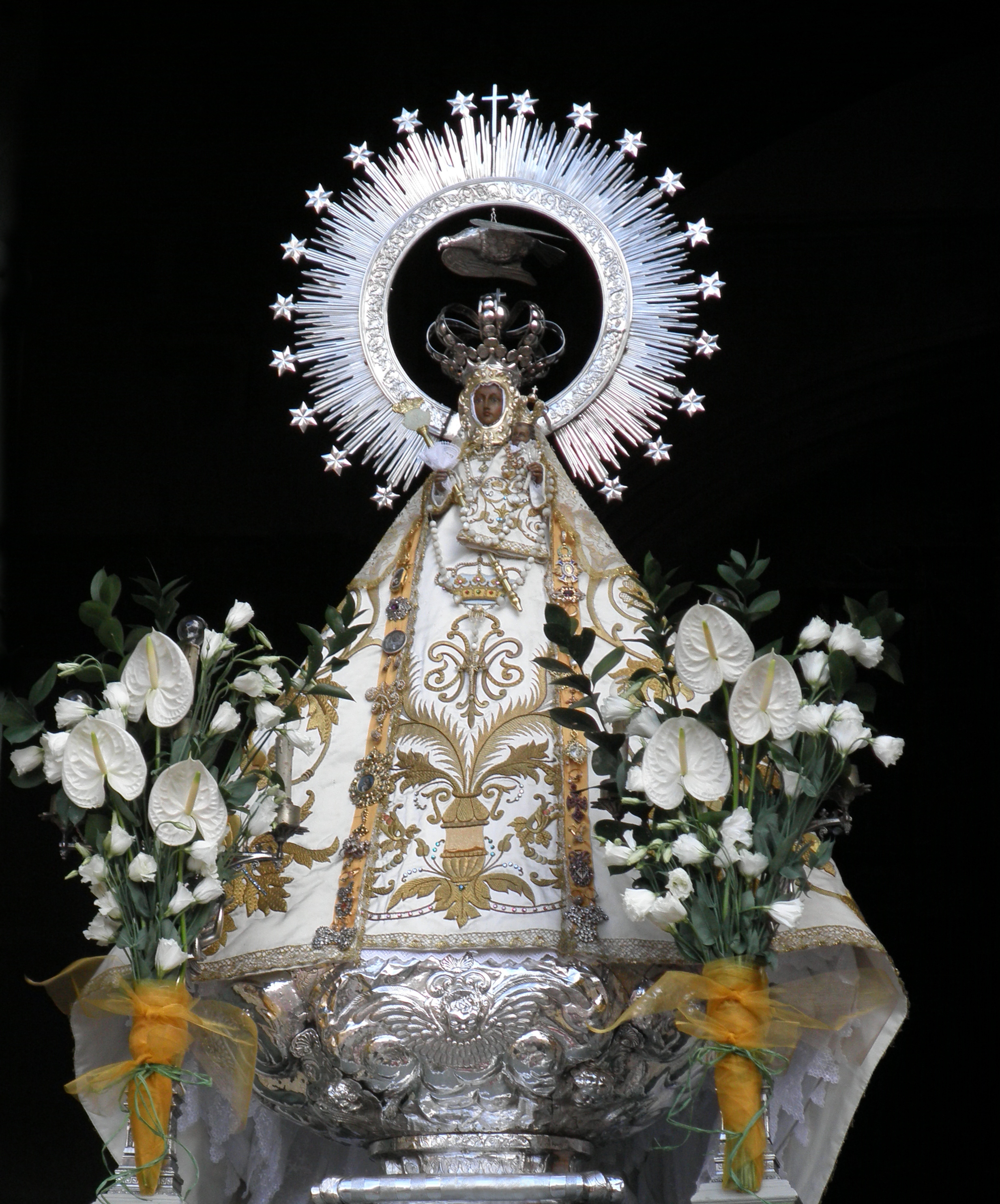
Virgen de la Soterraña

Die Kirche ist über dem Grundriss eines lateinischen Kreuzes errichtet. Das Langhaus ist dreischiffig, die Seitenschiffe werden von Kreuzrippengewölben gedeckt, das Hauptschiff von einem Tonnengewölbe mit Stichkappen. An das Querhaus schließt sich im Osten ein dreiteiliges Chorhaupt mit polygonaler Hauptapsis und zwei kleineren, quadratischen Seitenapsiden an.
Die beiden westlichen Joche des Langhauses werden von einer Empore eingenommen, die als Chorraum der Dominikanerbrüder diente. Hier befindet sich ein Chorgestühl aus Nussbaum aus dem späten 15. Jahrhundert mit Flamboyantdekor. Die Unterseite der Empore besitzt eine bemalte Holzbalkendecke (artesonado) im Mudéjarstil.
Der Fußboden des Langhauses ist mit Holzbrettern bedeckt, unter denen sich die Gräber von Gläubigen befinden. Im Querhaus sind die Gräber mit Granit- und Schieferplatten gedeckt, die zum Teil Inschriften aufweisen. Die Kirche birgt über 500 Gräber. Die Bestattungen in der Kirche gehen bis auf die Anfänge des Klosters zurück.

### Wandmalerei
Bei der Restaurierung im Jahr 1997 wurde eine Wandmalerei mit der Darstellung des heiligen Christophorus entdeckt. Sie ist in Fresko-Technik ausgeführt und wird in das erste Drittel des 15. Jahrhunderts datiert. Der Heilige ist mit einem roten Umhang bekleidet, er ist barfuß und stützt sich auf eine Palme. Auf seinem Gürtel sitzen kleine Kinder und auf seiner linken Schulter trägt er ein übermäßig großes Jesuskind. Seitlich knien kleine Stifterfiguren. Da der Anblick eines Bildes des heiligen Christophorus vor einem plötzlichen Tod bewahren soll, wurden in vielen Kirchen schon von weitem sichtbare Christophorusbildnisse angebracht.

### Virgen de la Soterraña
In der Mitte des Langhauses befindet sich ein von einem Gitter umgebener Altar. Im Boden ist eine Tür eingelassen, die zu der Stelle führt, an der nach der Legende die Marienfigur gefunden wurde, die als Virgen de la Soterraña (Jungfrau unter der Erde) bezeichnet wird und die der Kirche ihren Namen gab. Die ursprüngliche, in das 11. oder 12. Jahrhundert zu datierende Skulptur wurde nach einem Brand im Jahr 1900 weitgehend erneuert. Sie wird in der zentralen Nische des Hauptaltars aufbewahrt.

## Kreuzgang

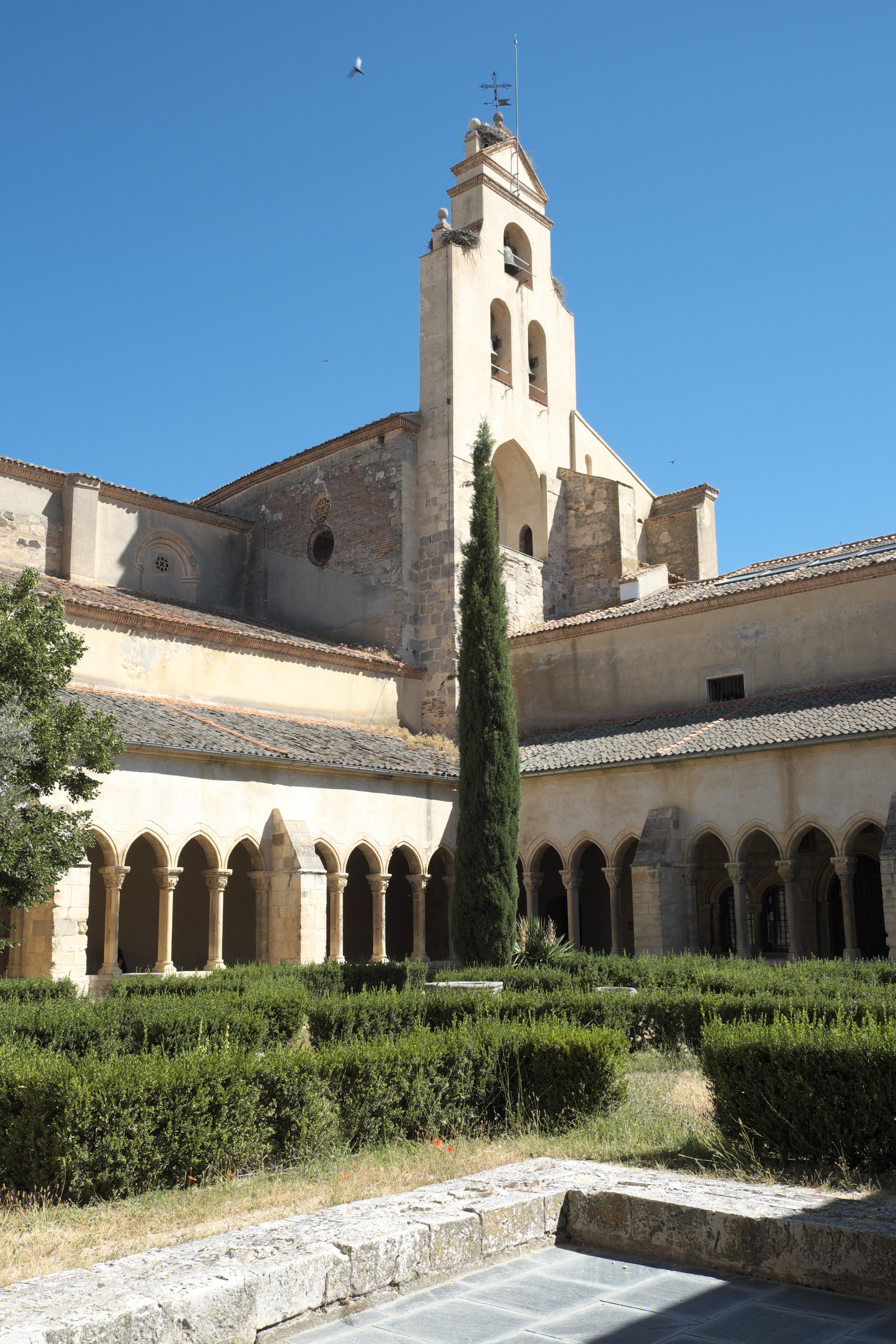
Kreuzgang

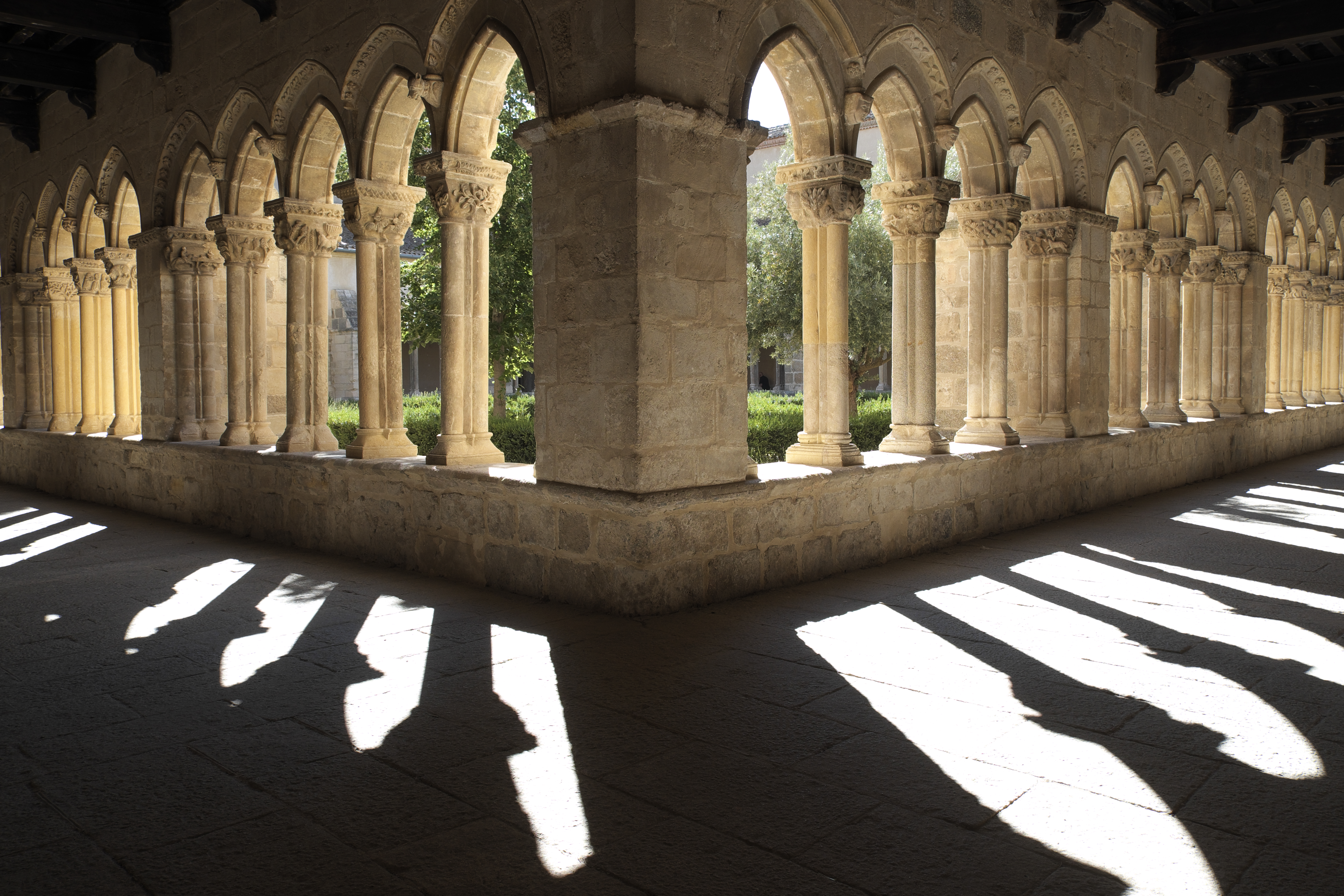
Kreuzgang

Ein von spitzbogigen Archivolten eingefasstes Portal öffnet sich an der Südseite der Kirche zum Kreuzgang. Von der Straße gibt es ebenfalls einen Zugang. Im Gegensatz zu den monastischen Orden waren die Kreuzgänge der Bettelorden auch für die Bevölkerung zugänglich. In den Galerien wurden bis ins 16. Jahrhundert die Mitglieder der verschiedenen Bruderschaften von Santa María la Real de Nieva bestattet, bis es ihnen erlaubt wurde, sich in den Seitenschiffen der Kirche und unter der Westempore beisetzen zu lassen. Von den zahlreichen Votivbildern, die an den Wänden der Galerien angebracht waren, blieb keines erhalten.
Der Kreuzgang hat einen quadratischen Grundriss, seine vier Galerien werden von spitzbogigen Arkaden getragen, die auf achtzig als Doppelsäulen angeordneten Säulen mit kunstvoll skulptierten Kapitellen aufliegen. Das im 16. Jahrhundert errichtete Obergeschoss wurde bei der Renovierung in den 1960er Jahren abgebrochen. Kapitelle, Kämpfer, Arkadenbögen und Bogenzwickel sind mit über 400 Reliefdarstellungen verziert. Ihr Bildprogramm ist noch eng mit der Romanik verbunden. Immer wiederkehrende Themen der Darstellungen sind Szenen des Alltags, Kampf- und Jagdszenen und der Kampf zwischen Gut und Böse.
Auf die Bedeutung der Predigt verweisen zahlreiche allegorische Darstellungen von Köpfen mit offenen Mündern, aus denen Blattranken sprießen. Vielfach sind Hundeköpfe dargestellt, auch die Deckplatten der Kapitelle sind oft mit kleinen Hundeköpfen verziert. Sie symbolisieren die domini canes und unterstreichen die Rolle der Dominikaner, die sie vor allem bei der Inquisition spielten. Von Hunden bewachte Bäume werden als Sinnbild für die Verteidigung der Lehre der Kirche durch den Dominikanerorden gedeutet.

### Nordgalerie
Auf den östlichen Kapitellen der Nordgalerie sind stilisierte Blätter, Tiere und Fabelwesen dargestellt. Ein Löwe hält eine kleine Person in seinen Klauen, neben einem Drachen sind zwei nackte Frauen von großen Blättern umhüllt. Die Ecken eines weiteren Kapitells sind mit Fratzen verziert, ein Maul verschlingt einen nackten Körper. Auf einem Kapitell mit großen stilisierten Blättern füttert ein Vogel seine Jungen. Zwei Seiten eines Kapitells sind biblischen Szenen gewidmet, der Verkündigung und der Flucht nach Ägypten. Im Zentrum der Verkündigungsszene steht eine Vase mit Lilien, einem Symbol der Jungfräulichkeit Mariens. Ein ähnliches Gefäß, allerdings mit Disteln, erscheint im Wappen von Santa María la Real de Nieva.
Mehrmals sind Dominikaner dargestellt, zwei Brüder scheinen sich zu begrüßen, zwei sind ins Gespräch vertieft, ein Bruder verhandelt mit einem Steinmetzen. Ein Kapitell zeigt einen predigenden Dominikanerbruder auf der Kanzel. Auf der gegenüberliegenden Seite dieses Kapitells sieht man eine Metzgerei und einen Ochsen im Schlachthaus. Mehrere Szenen stellen Ritter in Rüstungen dar. Ein Ritter kämpft mit einem Löwen, zwei Ritter tragen ein Turnier aus, mehrere Ritter versammeln sich zum Kampf. In einer Szene kämpft ein christlicher Ritter gegen einen Mauren, dieser wird auf der Rückseite von zwei Soldaten gefangen genommen. Auf einem Kapitell wird ein Stiertreiben dargestellt, auf einem anderen eine Wildschweinjagd. Ein Kapitell zeigt einen Kentaur und einen am ganzen Körper behaarten Wilden. Zwei mit faltenreichen Gewändern bekleidete Personen werden als die Apostel Petrus und Paulus interpretiert, in deren Nachfolge sich die Dominikaner sahen.

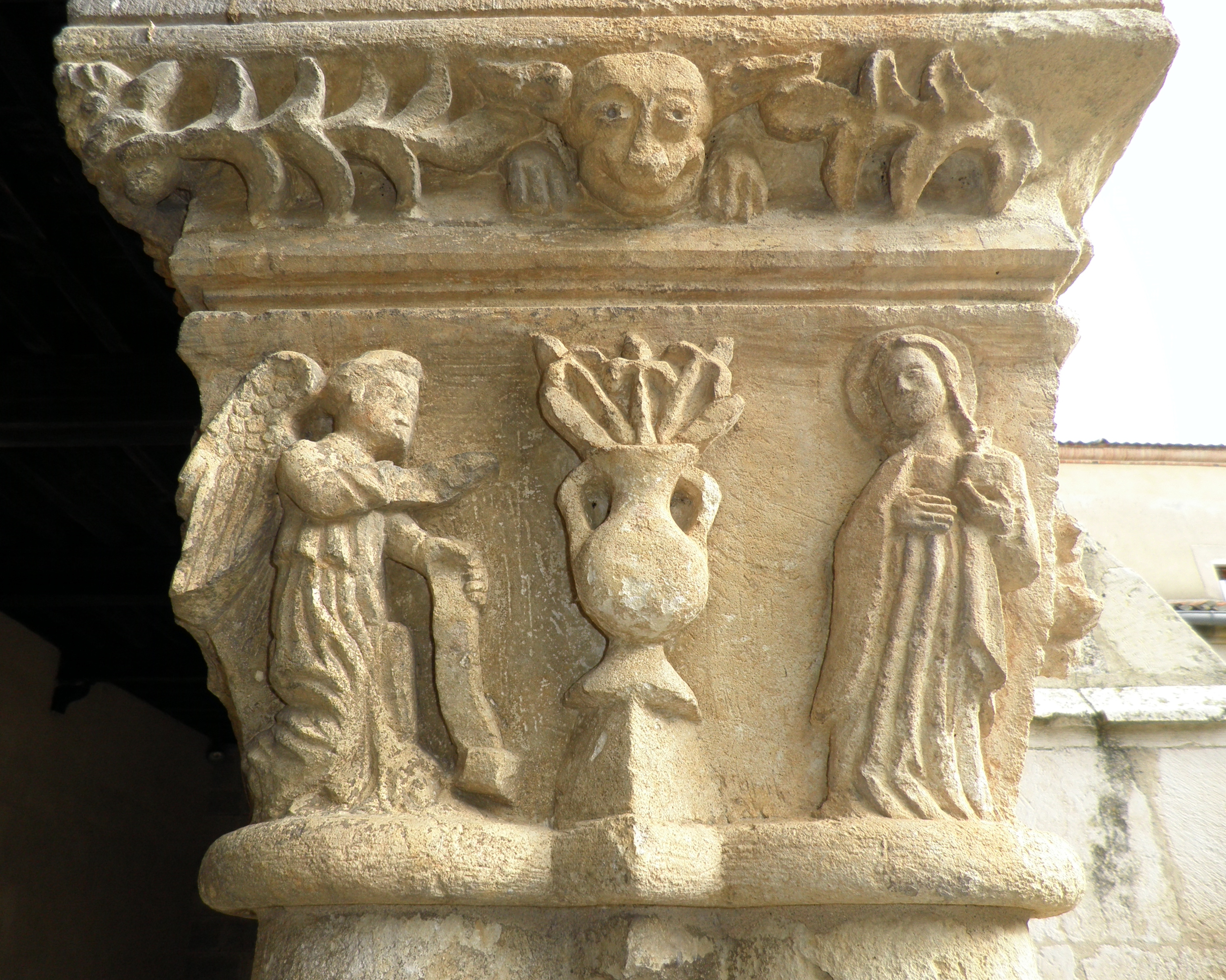
Verkündigung
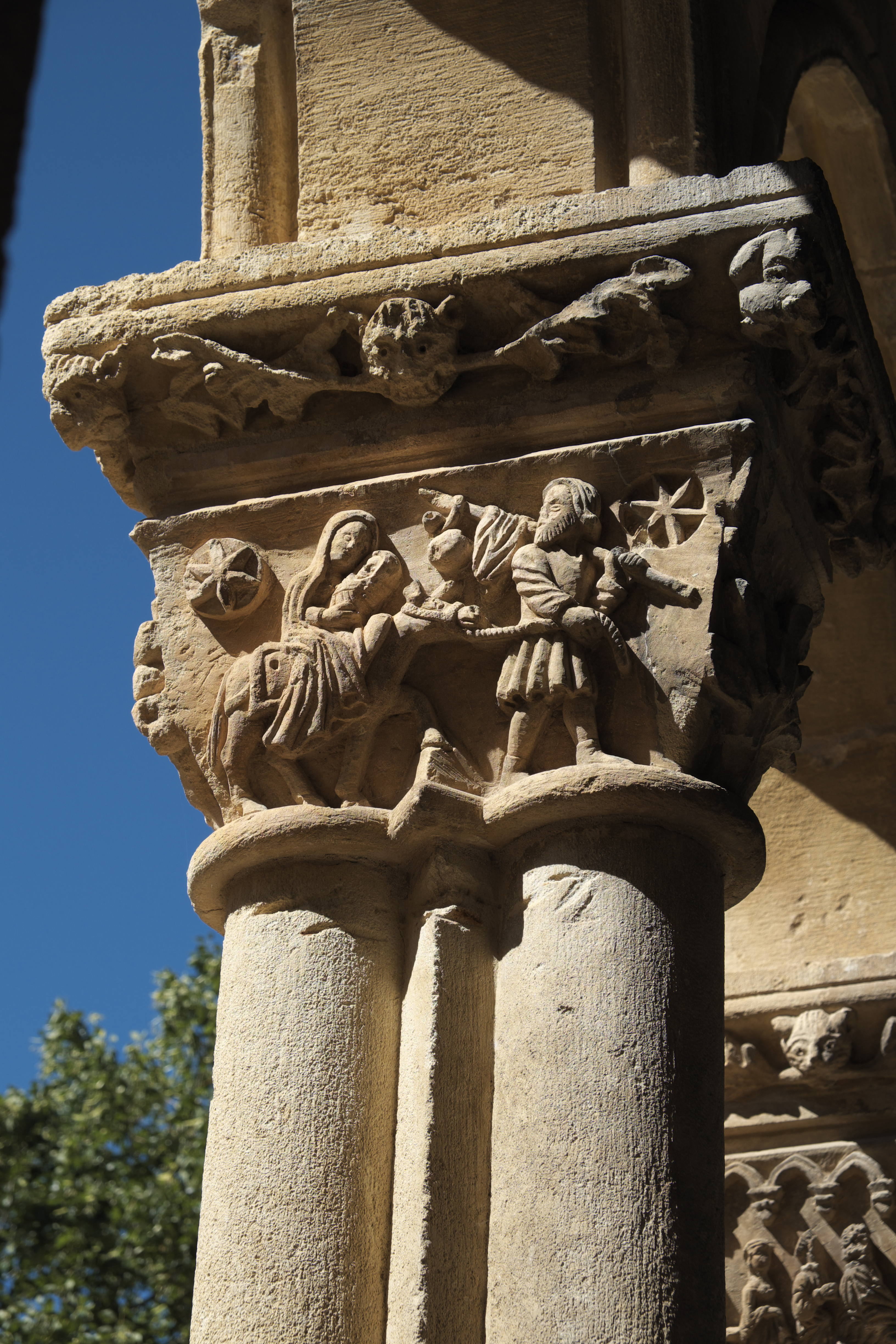
Flucht nach Ägypten
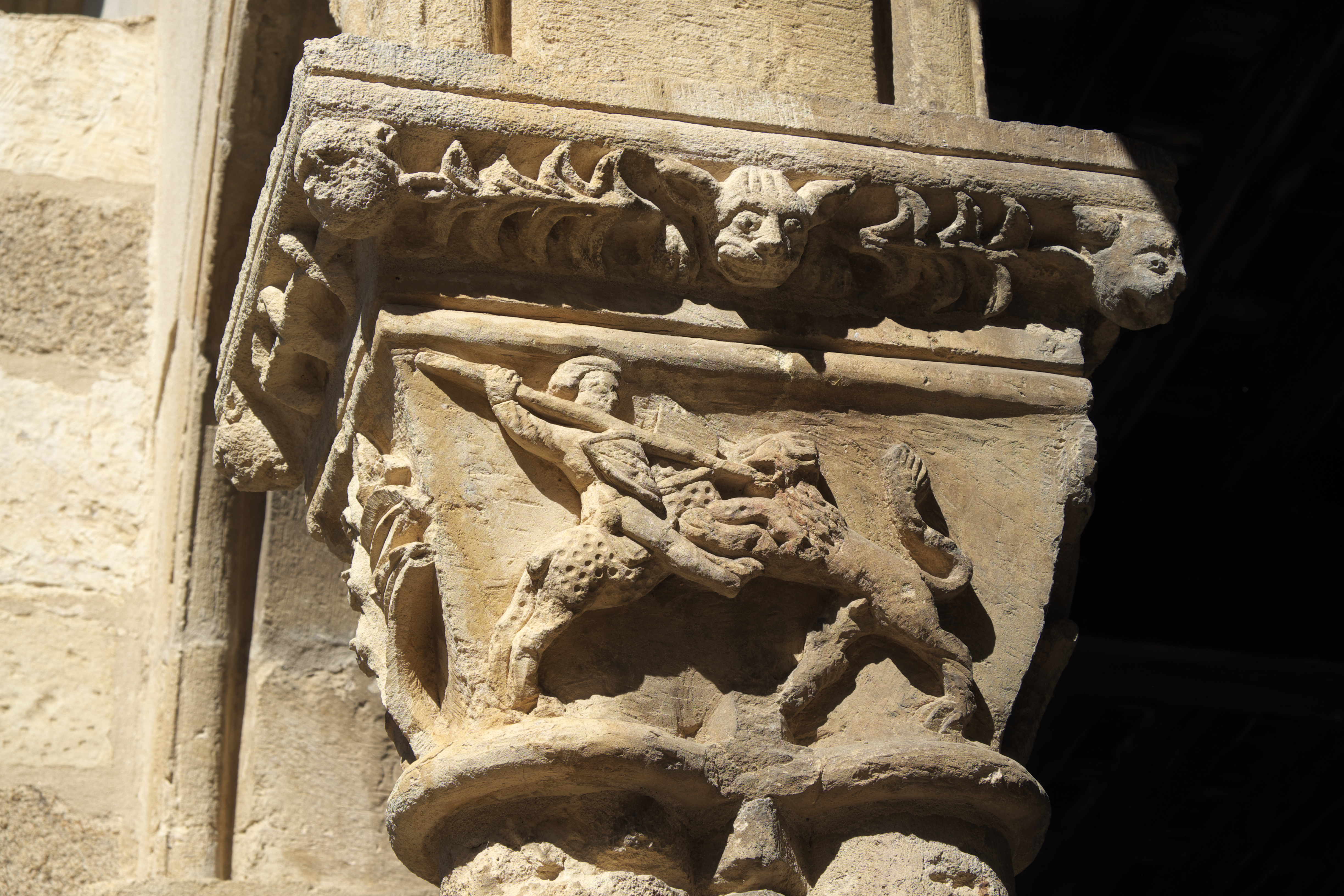
Kampf mit einem Löwen
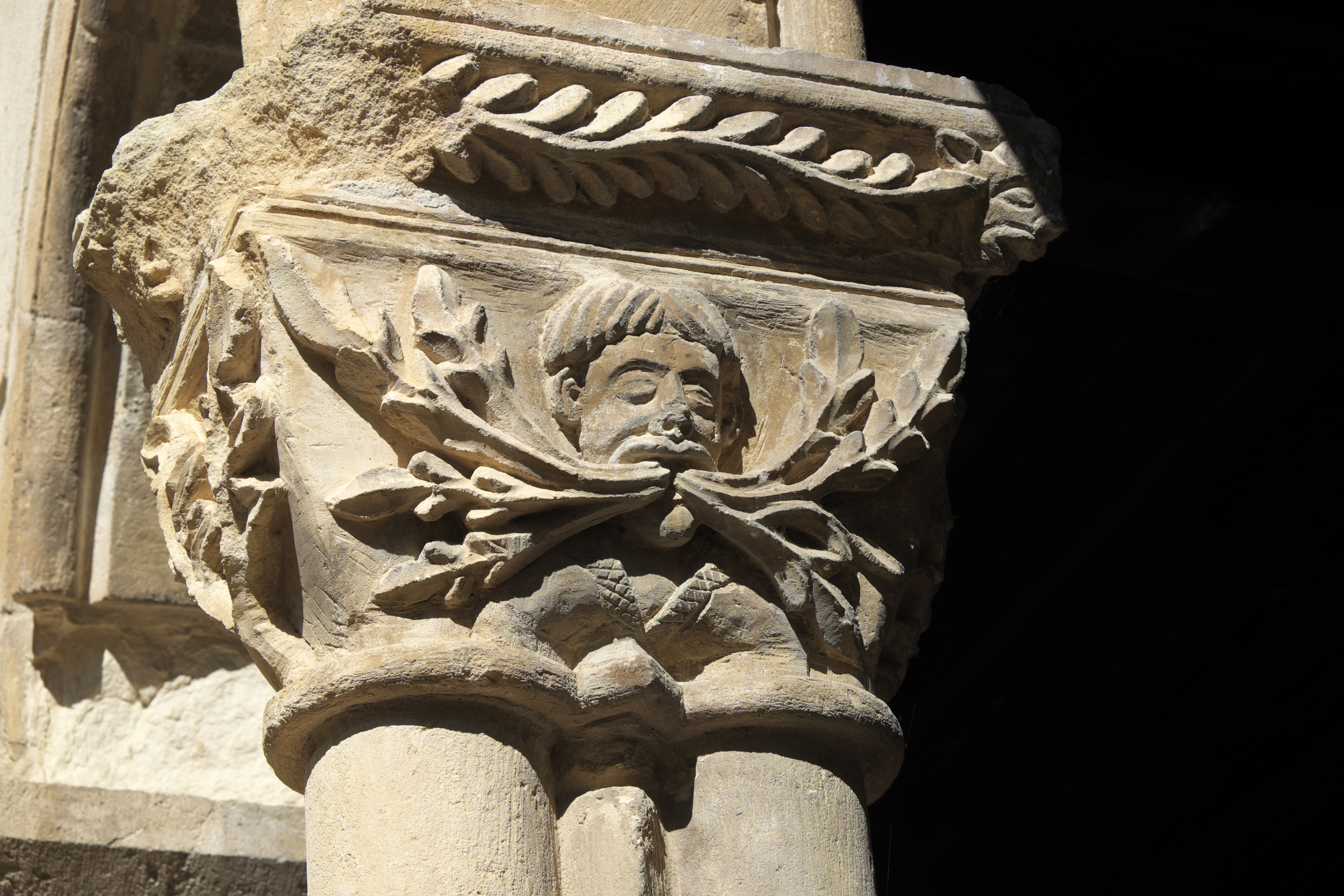
Allegorie der Predigt

### Westgalerie
Mehrere Kapitelle weisen Pflanzenmotive auf. Häufig sind stilisierte Bäume dargestellt wie auf dem ersten Kapitell im Norden der Westgalerie. Vielleicht sollen sie an das Gleichnis vom Senfkorn erinnern, an den Baum, der aus dem Senfkorn wächst und in dessen Zweigen die Vögel nisten, oder an den Baum des Lebens, der in der Offenbarung des Johannes (Offb 2,7 ) erwähnt wird.
Manche Szenen stellen Kämpfe unter Tieren dar, ein Bär reißt ein Schaf, ein geflügelter Drache schielt nach einem Hirsch. Auf einem Kapitell ist ein Jäger mit einer Armbrust zu sehen. In einer Szene bezwingt ein Ritter mit seiner Lanze einen Gegner, der seine Armbrust beiseite legt. Ein Kapitell zeigt eine Bärenjagd. Wie in der Nordgalerie schildert ein Kapitell den Kampf eines christlichen Ritters gegen einen Mauren, der einen Turban trägt.
Auf einem Kapitell überbringt eine Frau einem Dominikanerbruder eine Gabe. Sie trägt am rechten Arm einen Korb und hält mit der linken Hand einen Strick, an dem eine Ziege angebunden ist. Ein Kapitell zeigt die Aufnahme eines Novizen.
Auf zwei Kapitellen prangt das Wappen Katharinas von Lancaster, der Klosterstifterin. Es wird jeweils von zwei Dominikanern gehalten, die an der Seite knien. Auf der linken Wappenhälfte sind Burgen und Löwen des Königreiches Kastilien dargestellt, auf der rechten Hälfte Leoparden und Lilien für das Haus Lancaster.

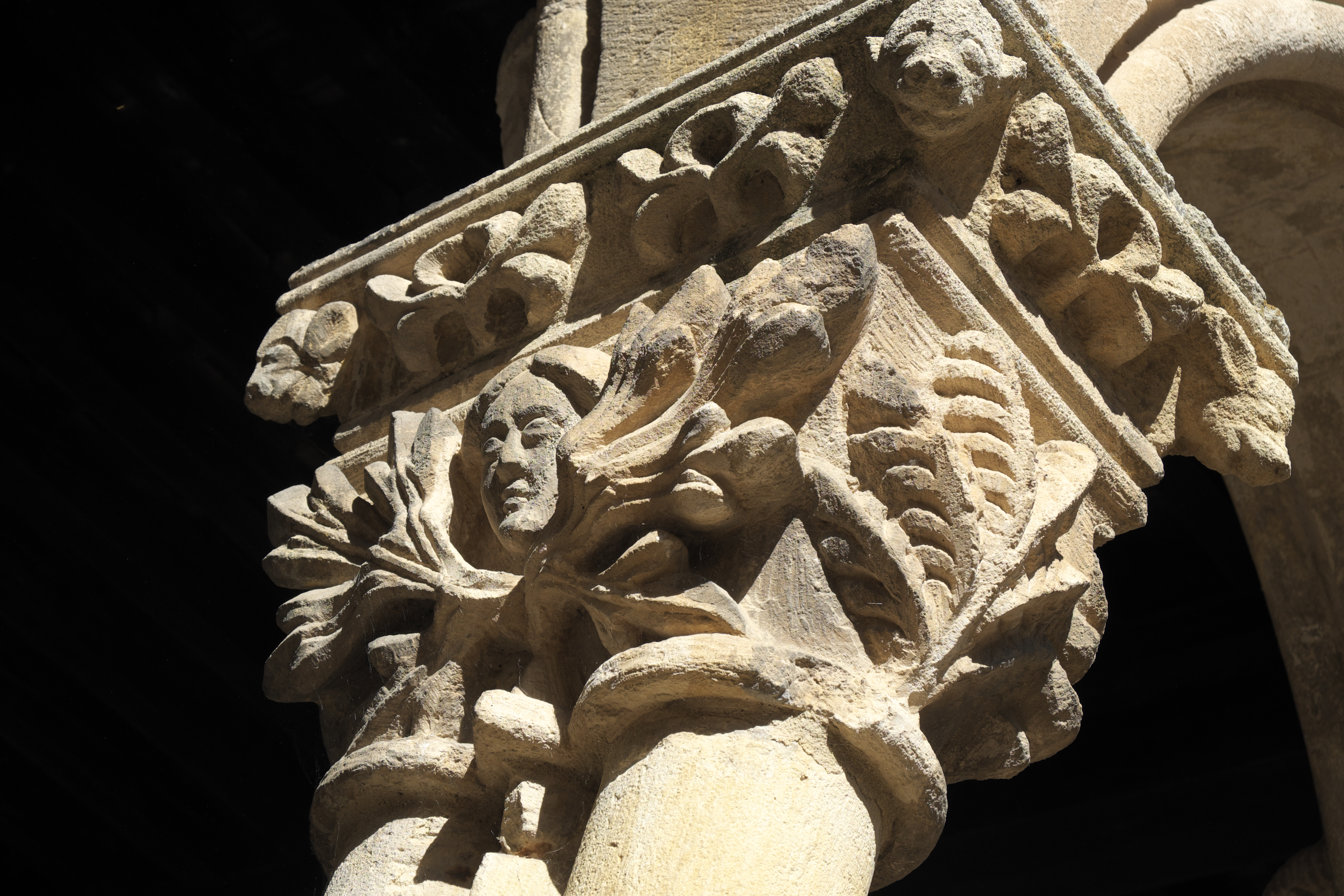
Baum des Lebens und Allegorie der Predigt
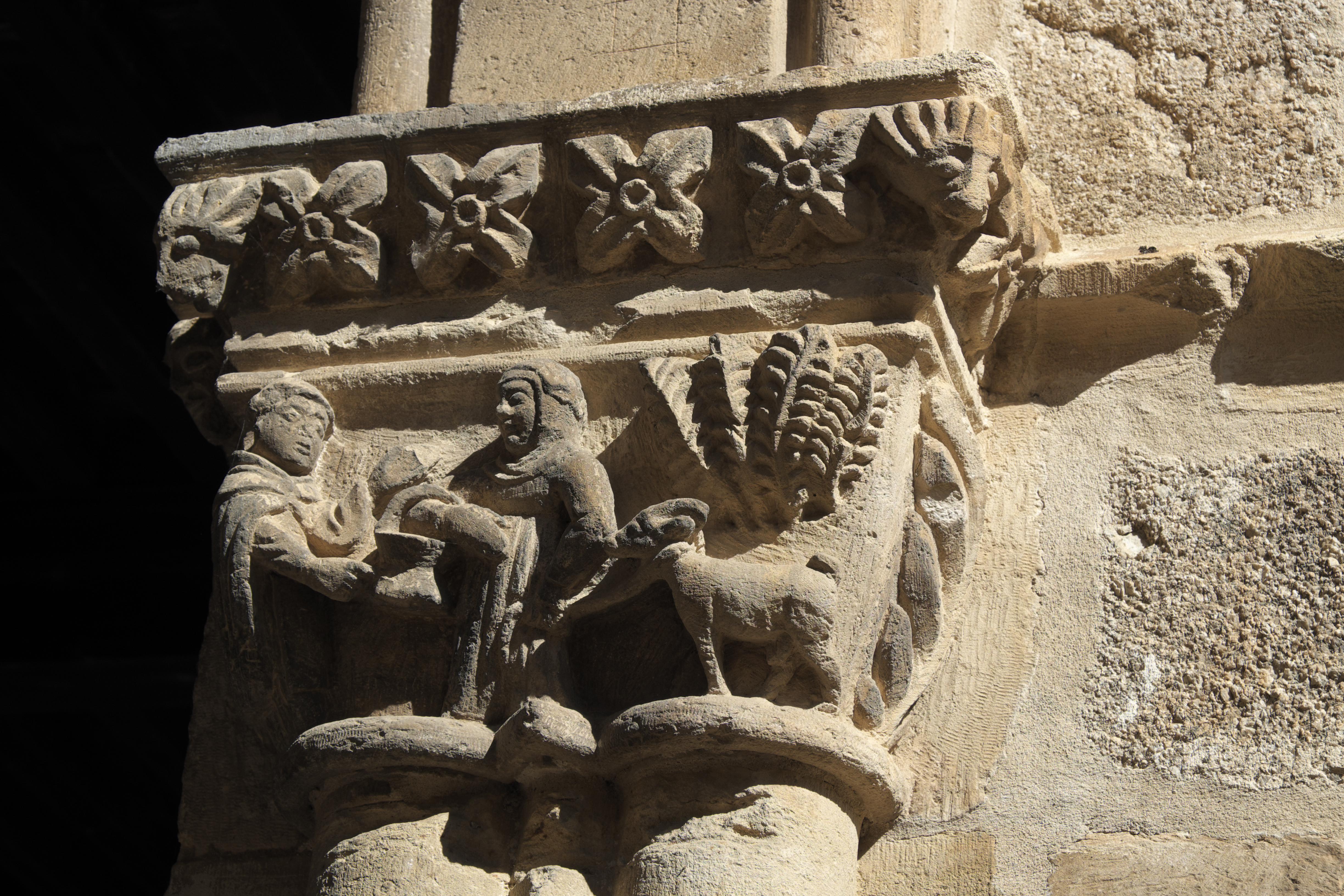
Ein Dominikaner erhält eine Gabe von einer Frau
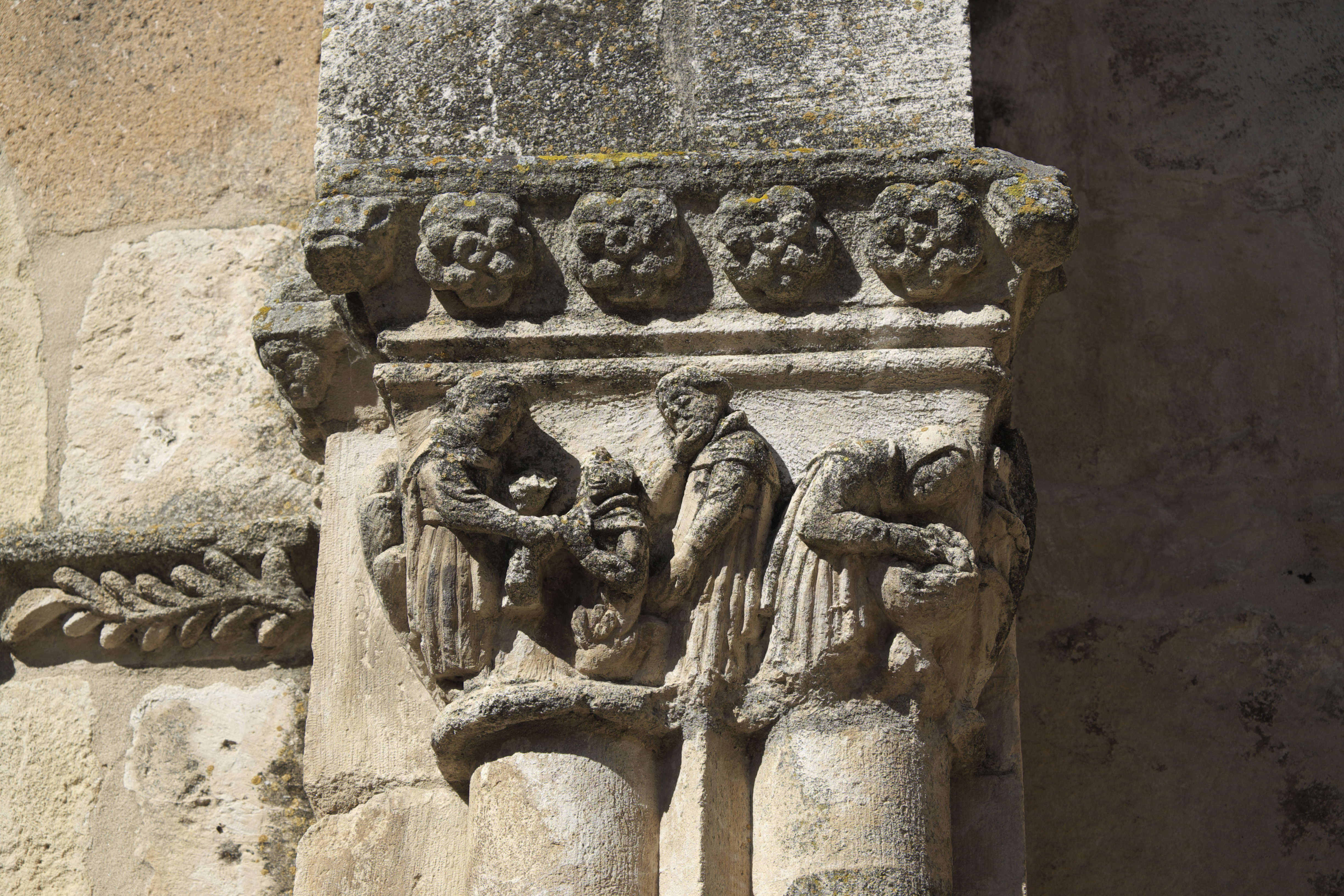
Aufnahme eines Novizen
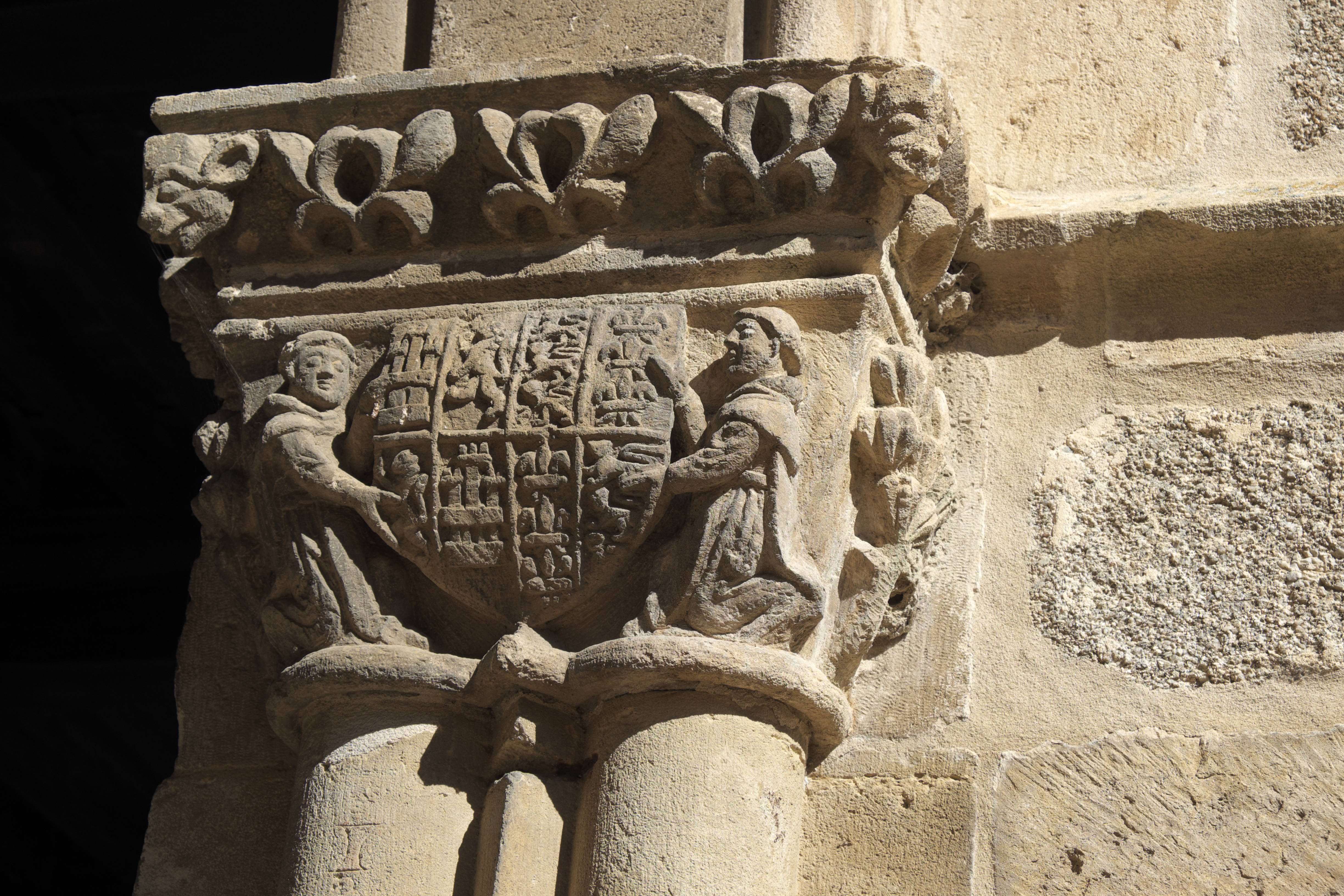
Wappen von Katharina von Lancaster

### Südgalerie
Auf einem Kapitell des Südflügels halten zwei kniende Engel das Wappen des kastilischen Königs Heinrich III., des Gemahls Katharinas von Lancaster, deren Wappen auf der gegenüberliegenden Seite dargestellt ist. Mehrere Kapitelle sind mit Weinranken und Trauben verziert, auf einigen sind Pinien dargestellt, die von Hunden bewacht werden. Auch geflügelte Drachen und Schlangen mit ineinander verschlungenen Hälsen und sich gegenüberstehenden Köpfen sind zu sehen.
Ein Kapitell ist der Bärenjagd gewidmet. Der Jäger tötet das Tier, indem er ihm seine Lanze ins Maul stößt. Die Rückseite zeigt die Rückkehr von der Jagd mit der erlegten Beute. Das Kapitell mit der Darstellung eines Hirten und seiner Schafherde ist vielleicht eine Würdigung des Schafhirten, der die vergrabene Skulptur der Virgen de la Soterraña wiederentdeckte. Auf einem Kapitell sind Dominikaner dargestellt, eine Seite zeigt einen Bruder mit einem Maurer beim Bau des Klosters, auf der anderen Seite sieht man einen Dominikaner beim Unterricht mit seinen Schülern.
Ein Kapitell greift ein Thema aus der Bibel auf. Es zeigt Adam und Eva und den mit Früchten behangenen Baum der Erkenntnis, um den sich die Schlange windet. In der nächsten Szene erfolgt die Vertreibung aus dem Paradies.

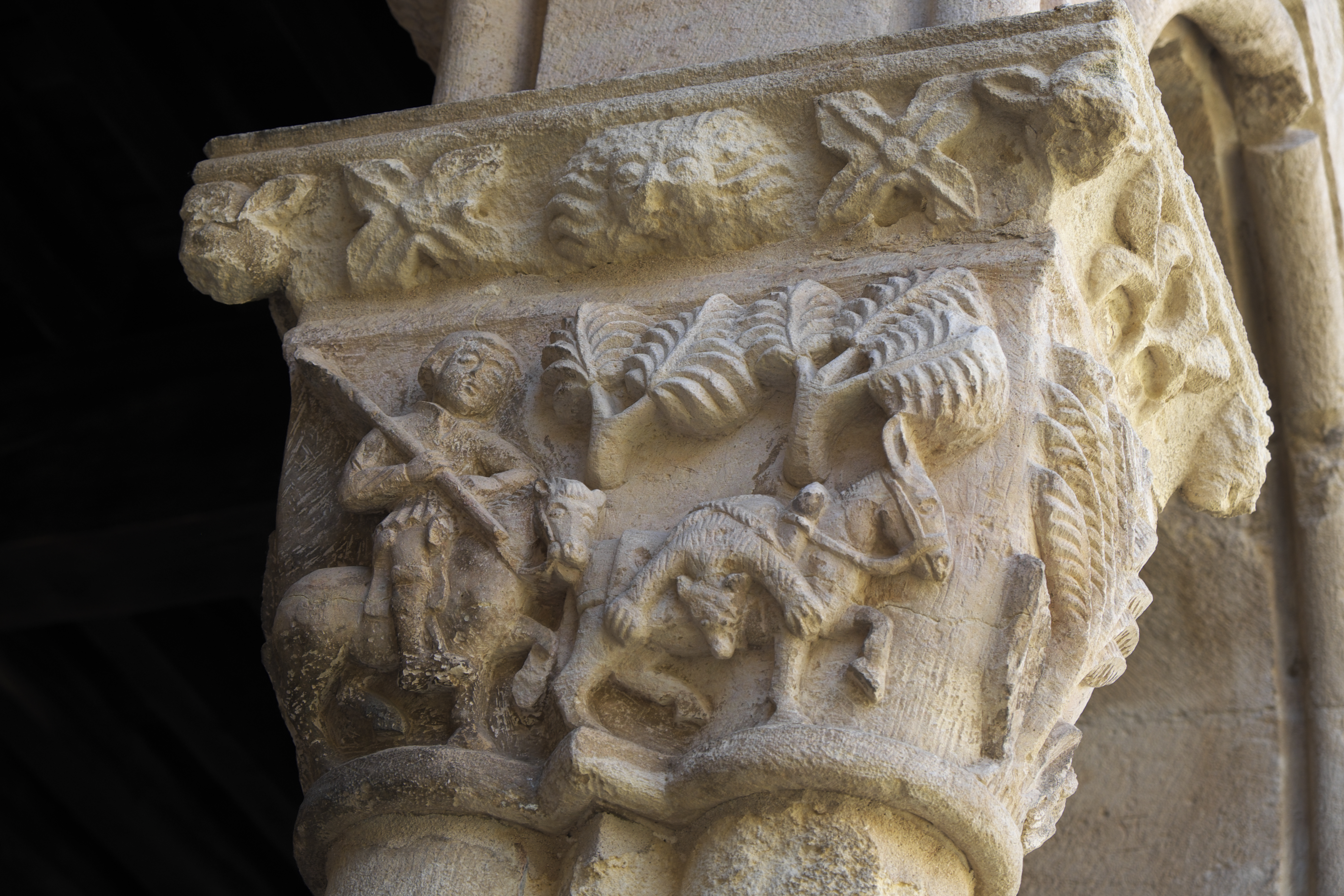
Bärenjagd
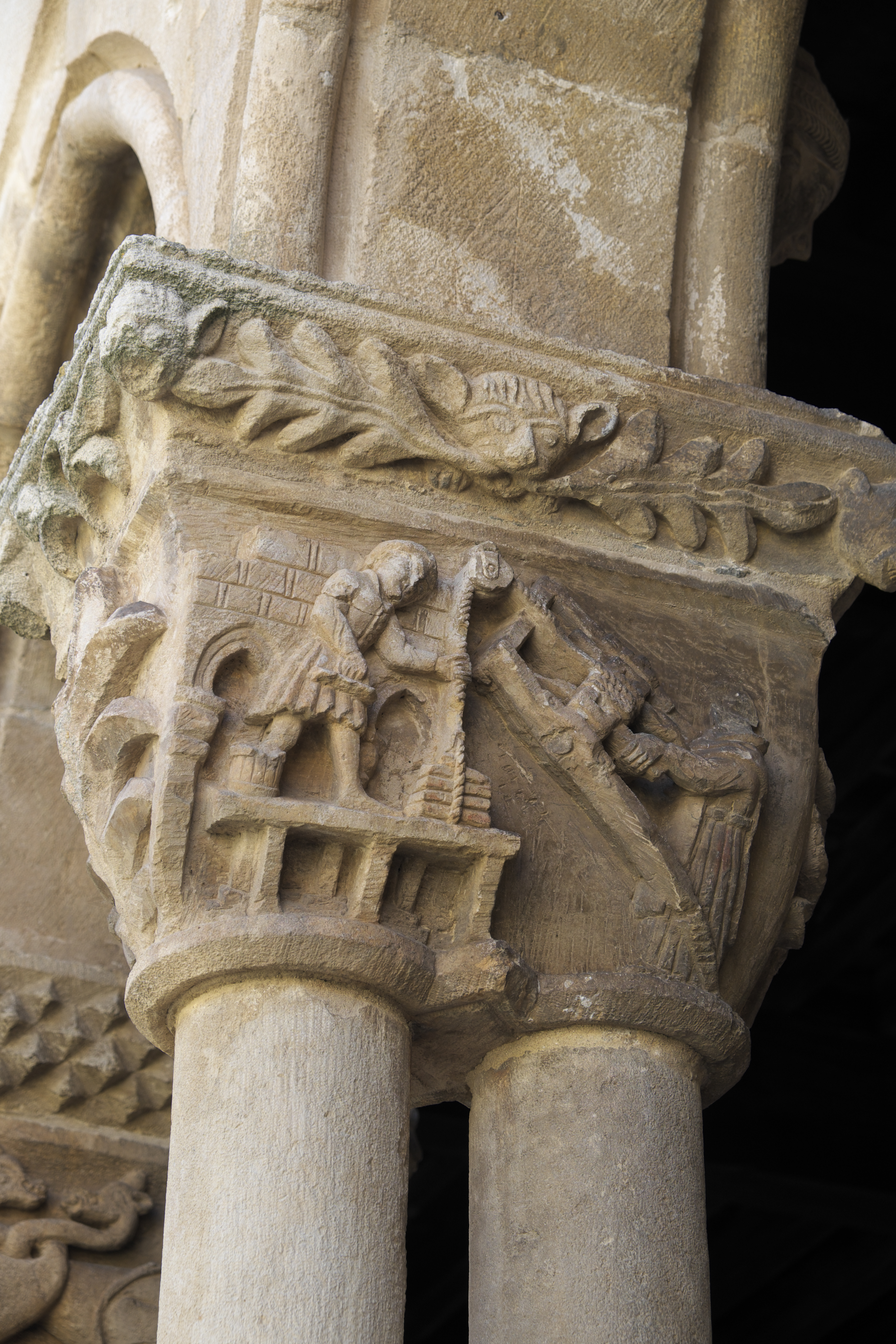
Dominikaner beim Bau
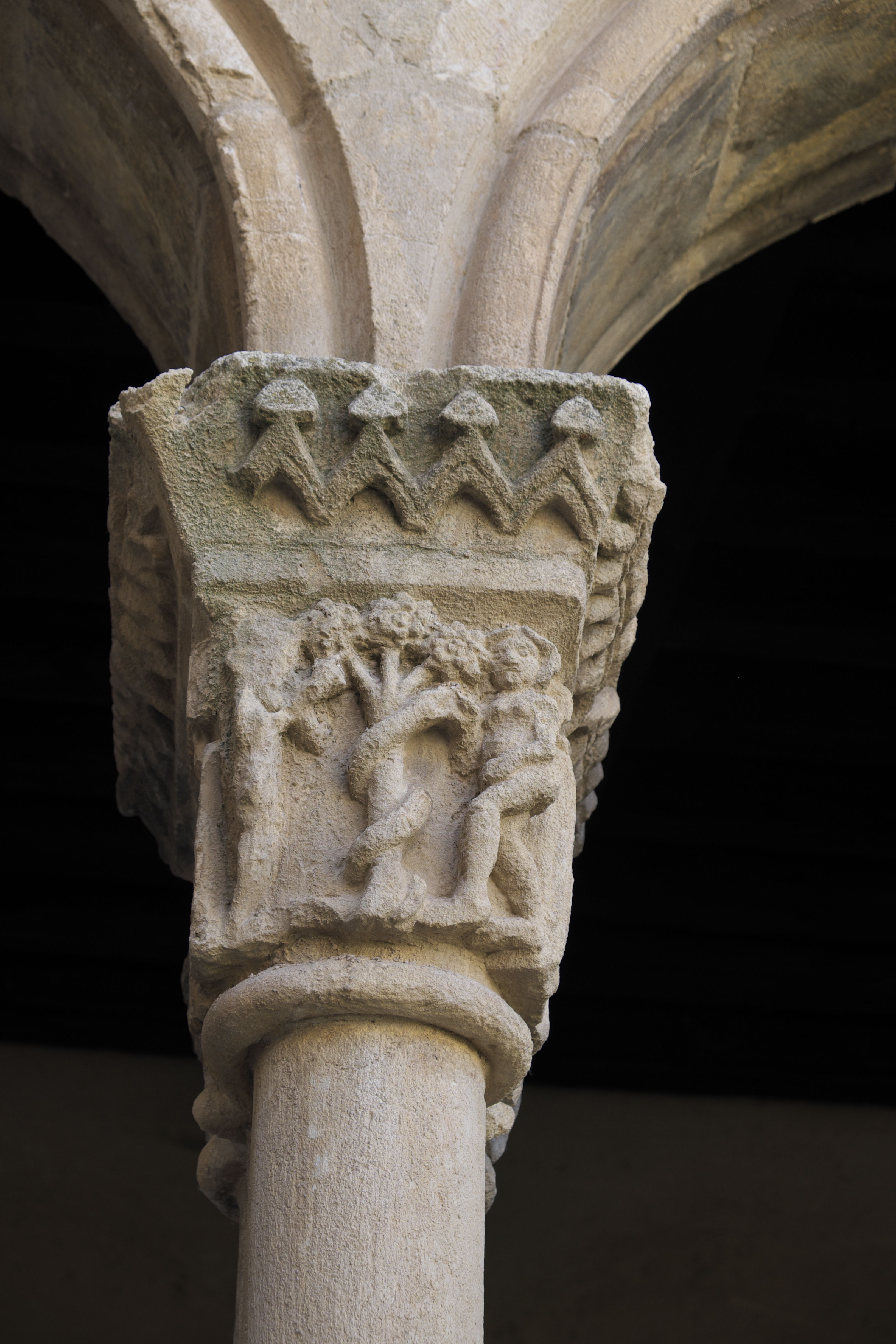
Adam und Eva
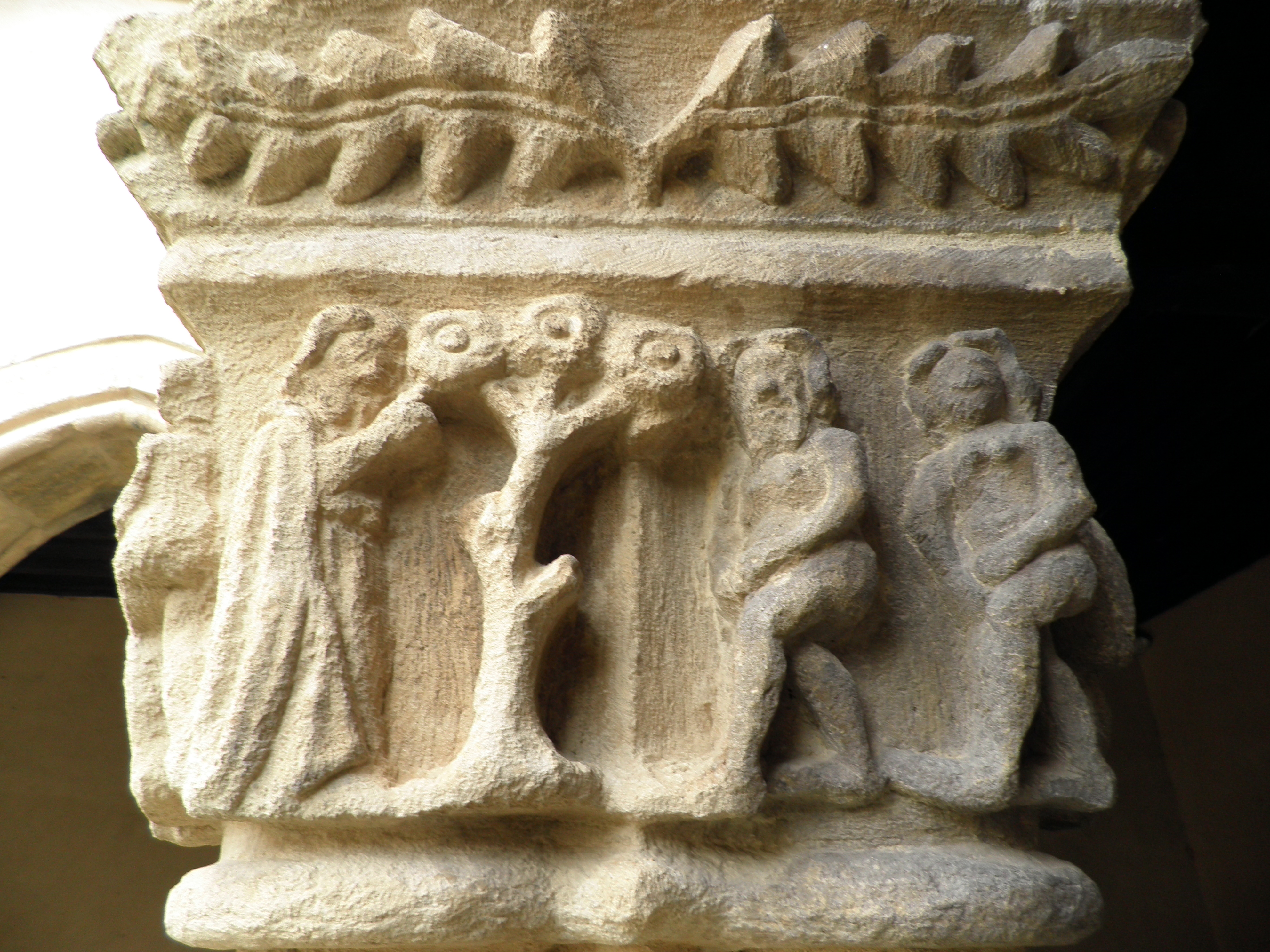
Vertreibung aus dem Paradies

### Ostgalerie
Drei Kapitelle der Ostgalerie sind mit dem Zyklus der Monatsbilder versehen. Den Monat Januar repräsentieren zwei Personen, die am Feuer sitzen. Den Monat Februar verkörpert ein Schuster in seiner Werkstatt. Im März beginnt der Bauer mit der Arbeit im Weinberg, der Herr unternimmt im April einen Ausritt auf seinem Pferd. Der Monat Mai ist für den Herrn die Zeit der Falkenjagd, der Bauer schneidet im Juni das Heu. Im Juli und August wird das Getreide geerntet und es werden Garben gebunden. Im September pflügt der Bauer mit einem Ochsen den Acker. Im Oktober schüttet der Bauer Wein aus einem Schlauch in ein Holzfass. Im November wird ein Schwein geschlachtet und im Dezember lädt eine gedeckte Tafel zum Festmahl.
Ein Kapitell zeigt einen Dominikaner mit einem Steinmetz beim Bearbeiten der Kapitelle, auf einem anderen sieht man eine Orgel, auf der ein Dominikaner spielt, ein anderer bedient den Blasebalg, ein dritter Bruder steht mit einem aufgeschlagenen Buch daneben.
Auf zwei Seiten eines Kapitells sind Szenen einer Falkenjagd zu sehen, ein Thema, das auch in den Monatsbildern aufgegriffen wird. Die Darstellung einer Bärenjagd ist sehr ähnlich einem Kapitell des Südflügels. Auf einem Kapitell kämpfen zwei Männer mit einem Löwen, auf einem anderen kämpfen zwei am ganzen Körper behaarte Wilde miteinander. In einer Szene bemächtigt sich ein Raubvogel eines Wolfes.
Zwei von Engeln gehaltene Wappen erinnern an María von Aragón und ihren Gemahl, den kastilischen König Johann II. Beide übten nach dem Tod von Katharina von Lancaster, Johanns Mutter, die Schutzherrschaft über das Kloster aus. Auf der Rückseite des Wappens von Johann II. bewachen ein geflügelter Löwe und ein geflügelter Stier einen Baum, der als Baum des Lebens gedeutet wird. Das letzte Kapitell des Ostflügels, gegenüber dem Durchgang zur Straße, ist an den Ecken mit Köpfen verziert und kann als Gegenstück zu den allegorischen Darstellungen der Predigt aufgefasst werden. Die Zweige wachsen hier nicht aus den Mündern, sondern dringen in die Köpfe ein.

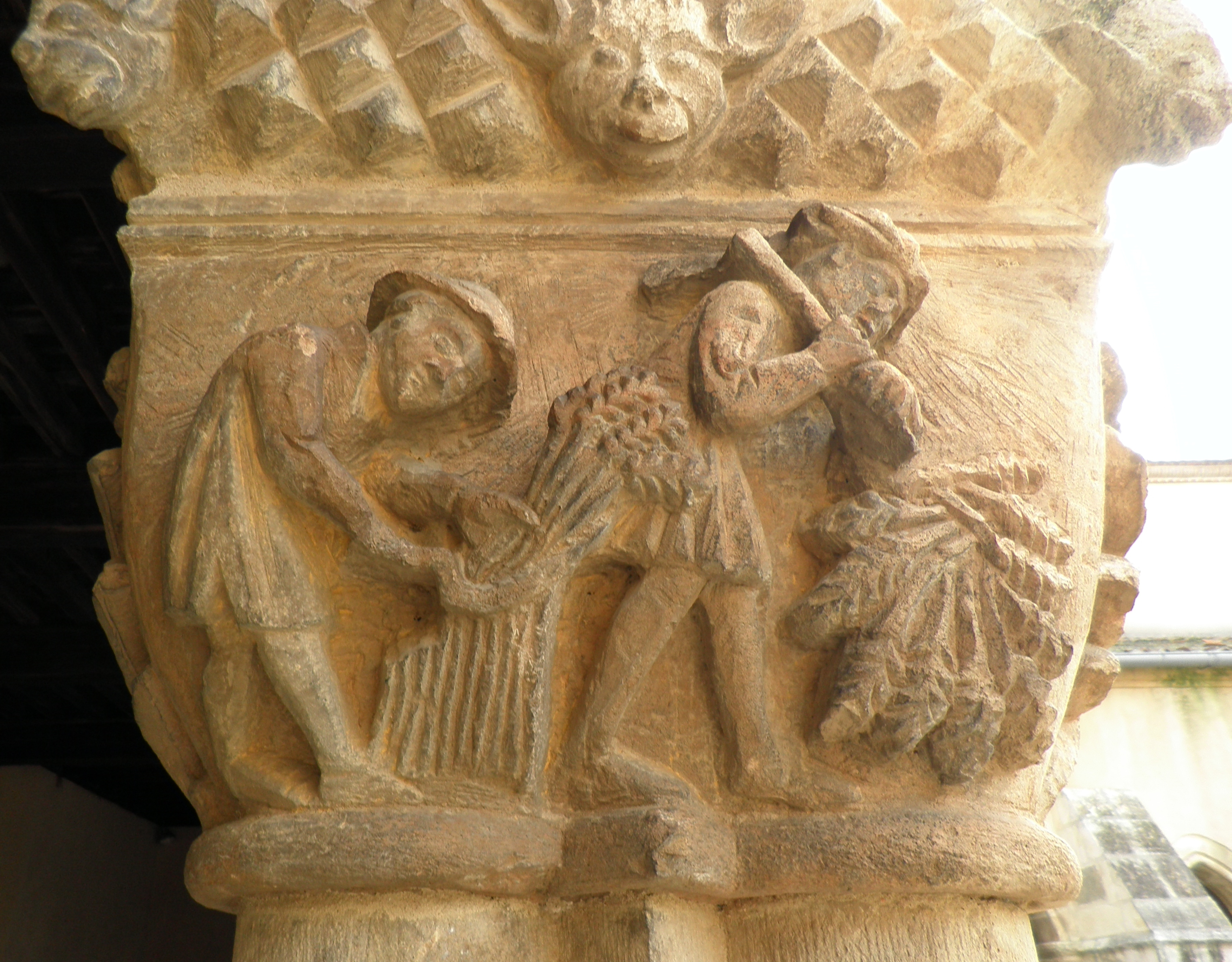
Monate Juli und August
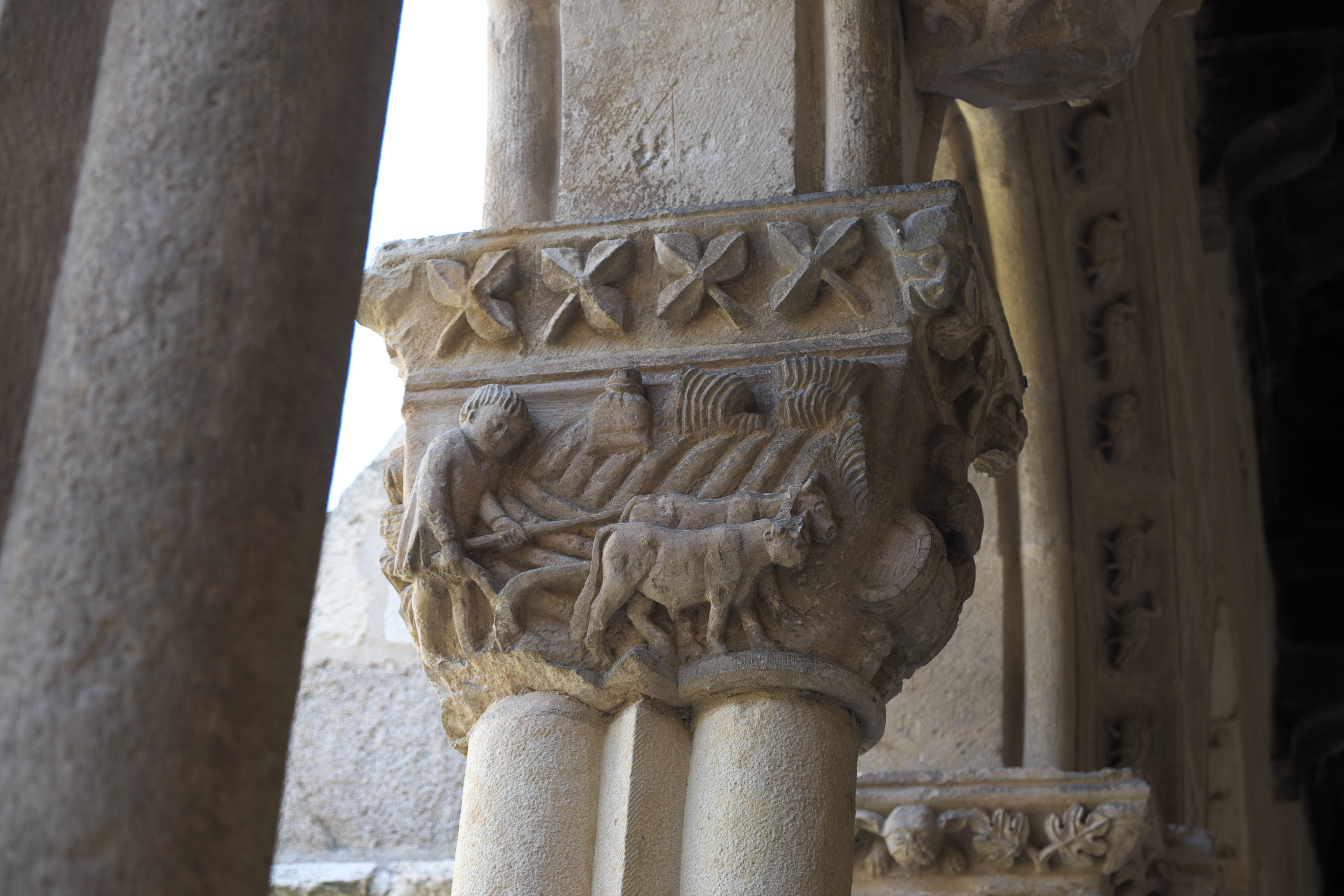
Monat September
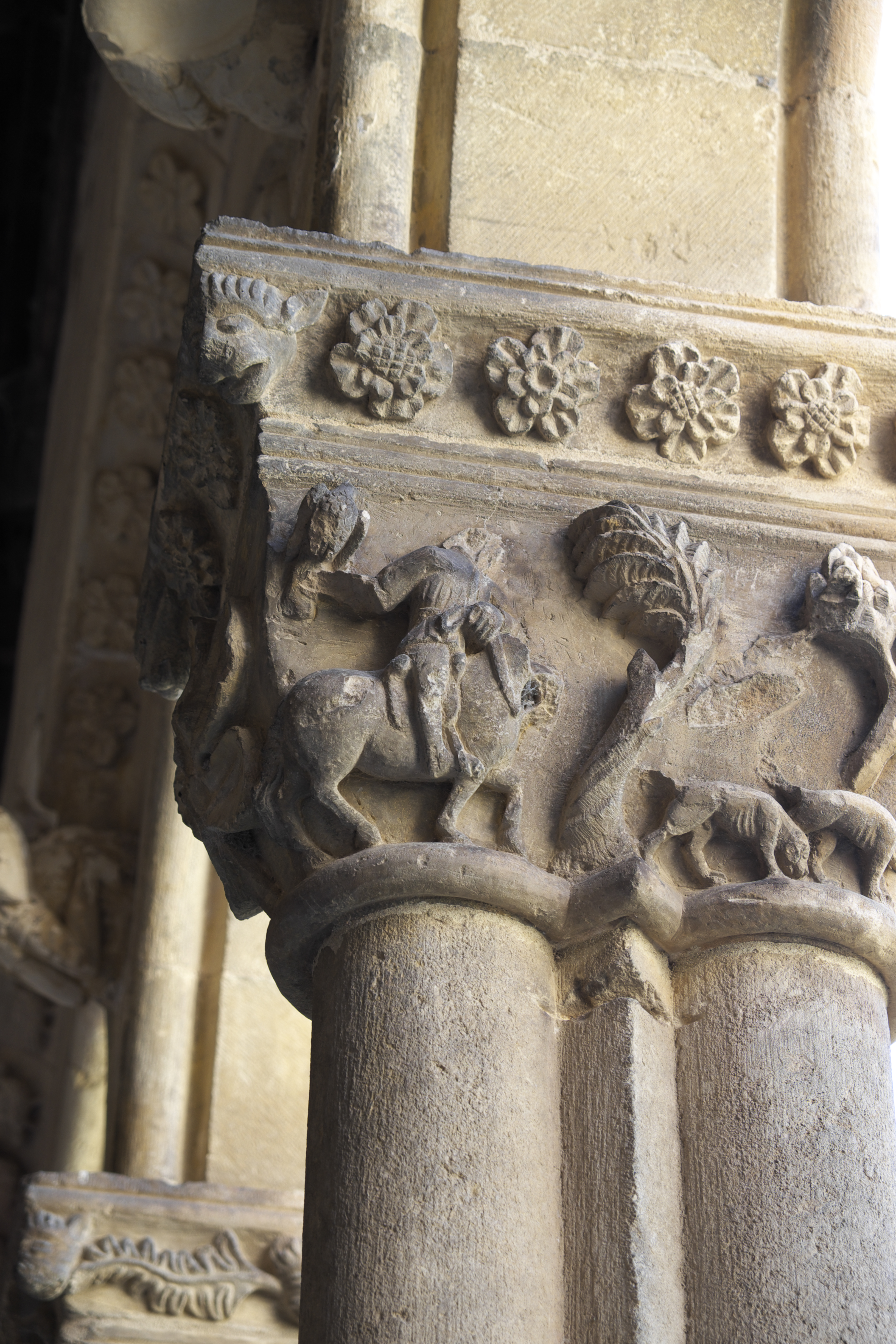
Falkenjagd
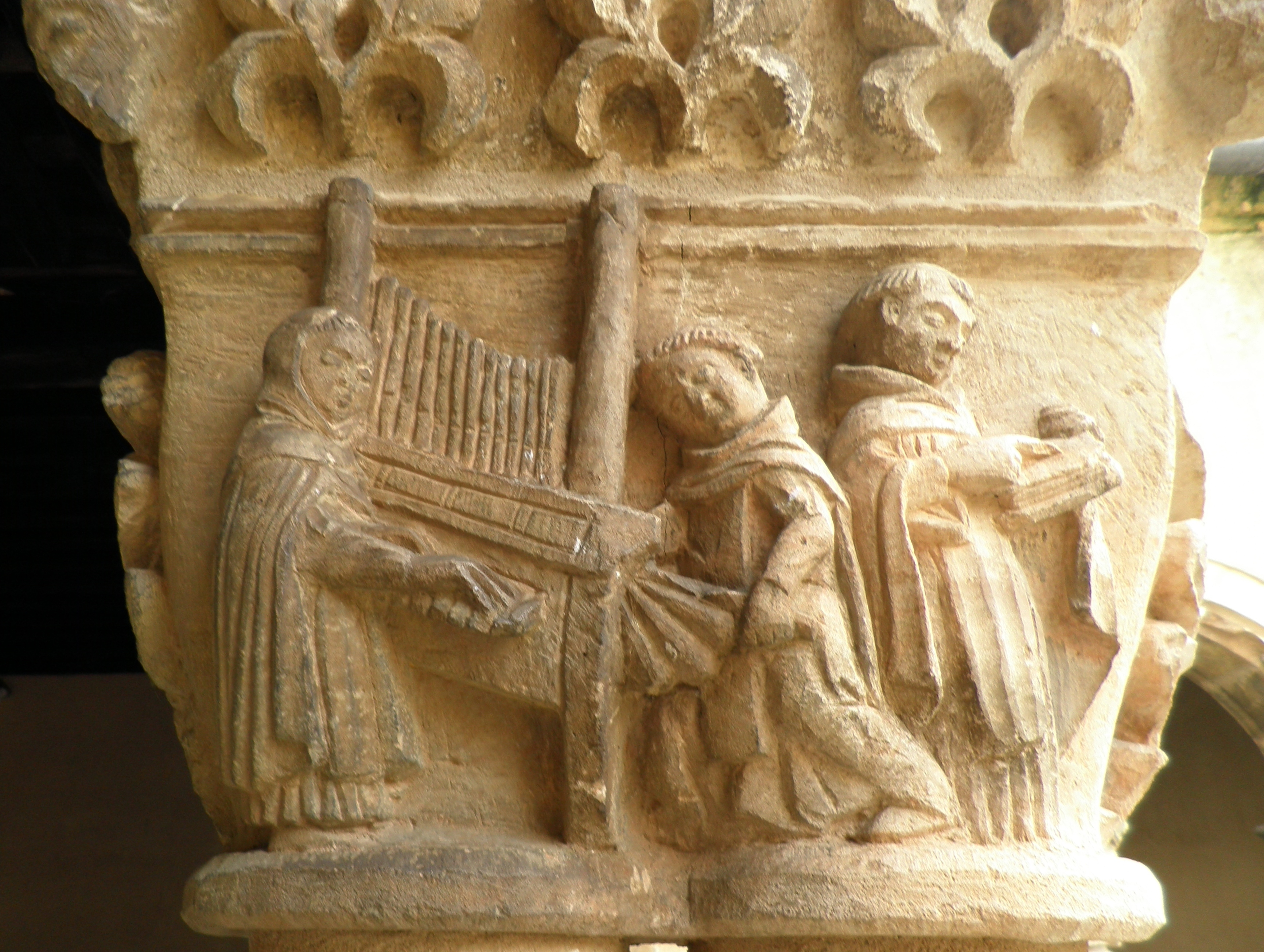
Dominikaner beim Orgelspiel